# Dimitrije Popović
Dimitrije Popović, cirill betűkkel: Димитрије Поповић, magyarosan Popovics Demeter (Vukovár, 1814 – Zombor, 1882) görögkeleti plébános.

## Élete
A gimnáziumot Karlócán végezte. 1836-ban Szegeden szerb tanítónak választották. 1839-ben az egyházi rendbe lépett és a karlócai érsek diakonussá, 1848-ban pedig Athanackovics újvidéki püspök pappá szentelte. 1862-ben a zombori tanító képzőben tanár lett és 1872-ben ugyanott plébános. Vuk Karadžić személyes barátja volt.

## Művei
- Osvald ily zlatotvorno selo. szeged, 1843. és 1870. (Az arancsináló falu, Zschokke után ford.).
- Segedinski Kalendar. Uo. 1862.
- Rakiska kuga. Uo. 1868. (A pálinkaivás ellen, ford.).
- Mala Katavasija ... (Kis Katvasis)
- Veliki zbornik. Ujvidék, 1878. (Nagy gyűjtemény).
- Velika Katavasia. Uo. 1880. (3. kiadás. Uo. 1898.).